# Національний олімпійський комітет Словаччини
 Олімпійський комітет Словаччини (словац. Slovenský olympijský výbor)  це національний олімпійський комітет, котрий представляє Словаччину. Заснований в 1992 році.
Штаб-квартира розташована в Братиславі. Здійснює діяльність з розвитку спорту в Словаччині. Франтішек Чмелар (словац. František Chmelár).